# Kasella
Kasella is een geslacht van kreeftachtigen uit de klasse van de Ostracoda (mosselkreeftjes).